# برست، اسلوونی
برست (به انگلیسی: Brestje) (تلفظ [ˈbɾe:stjɛ] می‌شودتلفظ [ˈbɾe:stjɛ]) یک سکونتگاه در شرق کویسکو در شهرداری بردا در منطقه ساحلی اسلوونی است.